# Louky pod Kumstátem
Louky pod Kumstátem je přírodní památka severně a severovýchodně od obce Krumvíř v okrese Břeclav. Důvodem ochrany jsou svahové louky s bohatým výskytem katránu tatarského.